# Xtro 3
Pour plus de détails, voir Fiche technique et Distribution.
Xtro 3 (Xtro 3: Watch the Skies) est un film américain mêlant science-fiction et horreur, et réalisé par Harry Bromley Davenport en 1995.

## Synopsis
Un groupe de militaires américains est envoyé sur une île déserte afin de dissimuler des preuves de l'existence d'extraterrestres sur notre planète. Mais ils s'aperçoivent qu'ils ne sont pas seuls; en effet, les militaires deviennent la proie d'un alien particulièrement agressif, seul survivant parmi les siens lors d'expériences scientifiques menées par le passé sur le genre extraterrestre sous ordre gouvernemental secret.

## Fiche technique
- Titre : Xtro 3
- Titre original : Xtro 3 ou Xtro : Watch The Skies
- Réalisation : Harry Bromley Davenport
- Scénario : Daryl Haney
- Producteurs : Jamie Beardsley, Daryl Haney, Harry Bromley Davenport
- Monteur : Krish Mani
- Photographie : Irv Goodnoff
- Musiques de Van Rieben
- Pays d'origine : États-Unis
- Format : couleur
- Genre : science-fiction & horreur
- Durée : 90 minutes
- Années : 1995

## Distribution
- J. Marvin Campbell : Biber
- Douglas Cavanaugh : Wolf
- Robert Culp : Major Guardino
- Andrew Divoff : Capitaine Fetterman
- Virgil Frye : Survivant
- Nigel Gibbs : Smythe
- Daryl Haney : Hendricks

## Autour du film
Ce troisième épisode de la trilogie Xtro s'inspire cette fois-ci de Predator de John McTiernan. Le film met aussi en lumière l'affaire Roswell lors d'une séquence avec un film d'autopsie d'un alien.
Tout comme Xtro 2, ce troisième opus n'a aucun lien scénaristique avec le premier film, toutefois, c'est encore le cinéaste Harry Bromley Davenport qui se charge de la mise en scène

### DVD
Le film a eu le droit à une sortie en DVD Zone 2 en français.